# The Zero Game
The Zero Game (O Jogo, no Brasil) é um livro escrito pelo romancista Brad Meltzer.
Mostra como Matthew Mercer e Harris Sandler, dois amigos que trabalham no Capitólio norte-americano, se envolvem no chamado "Jogo do Zero", no qual são feitas pequenas apostas sobre resultados das votações do Congresso. A situação fica complicada quanto os dois apostam todas as suas economias na aparentemente inocente venda de uma mina de ouro abandonada. Pouco depois, Harris se vê sendo perseguido por um implacável matador de aluguel e envolvido numa trama muito mais complicada do que imaginava. 
Em 2004, o roteirista e diretor de Seabiscuit, Gary Ross, estava desenvolvendo para o cinema o thriller político The Zero Game, de Brad Meltzer, com a produtora Kennedy-Marshall.
O livro esteve por diversas vezes na lista de mais vendidos do jornal The New York Times.